# L.A.P.D.
LAPD («Любов і мир, чувак» (Love and Peace Dude), пізніше «Сміючись над тим, як помирають люди» (Laughing as People Die) — американський рок-гурт, найбільш відома тим, що до її складу входили майбутні музиканти Korn (за винятком Джонатана Девіса, який до Korn співав в іншому американському рок-гурті, Sexart).

## Біографія
L.A.P.D. була сформована наприкінці 80-х в Бейкерсфілді, Каліфорнія. Підписавши контракт з Triple X Records, гурт випустив в 1989 EP  Love and Peace, Dude. Повноформатний альбом Who's Laughing Now з'явився 3 травня, 1991, але після року турне Морилл, що страждає наркозалежністю, покинув гурт. Музиканти гурту зустріли вокаліста Sexart Джонатана Девіса під час виступу клубі, і вирішили переїхати в Лос-Анджелес, де вони почали заново під назвою Korn. Повне зібрання записів LAPD було випущено в 1997 і містило Love and Peace, Dude EP  і Who's Laughing Now.

## Склад
- Річард Морілл — вокал (1989—1992).
- Джеймс Шаффер — гітара (1989—1993).
- Реджинальд Арвізу — бас-гітара (1989—1993).
- Девід Сільверія — ударні (1989—1993).
- Браян Велч — гітара (1992—1993).

| Валторна | Це незавершена стаття про музичний колектив. Ви можете допомогти проєкту, виправивши або дописавши її. |